# Osterems

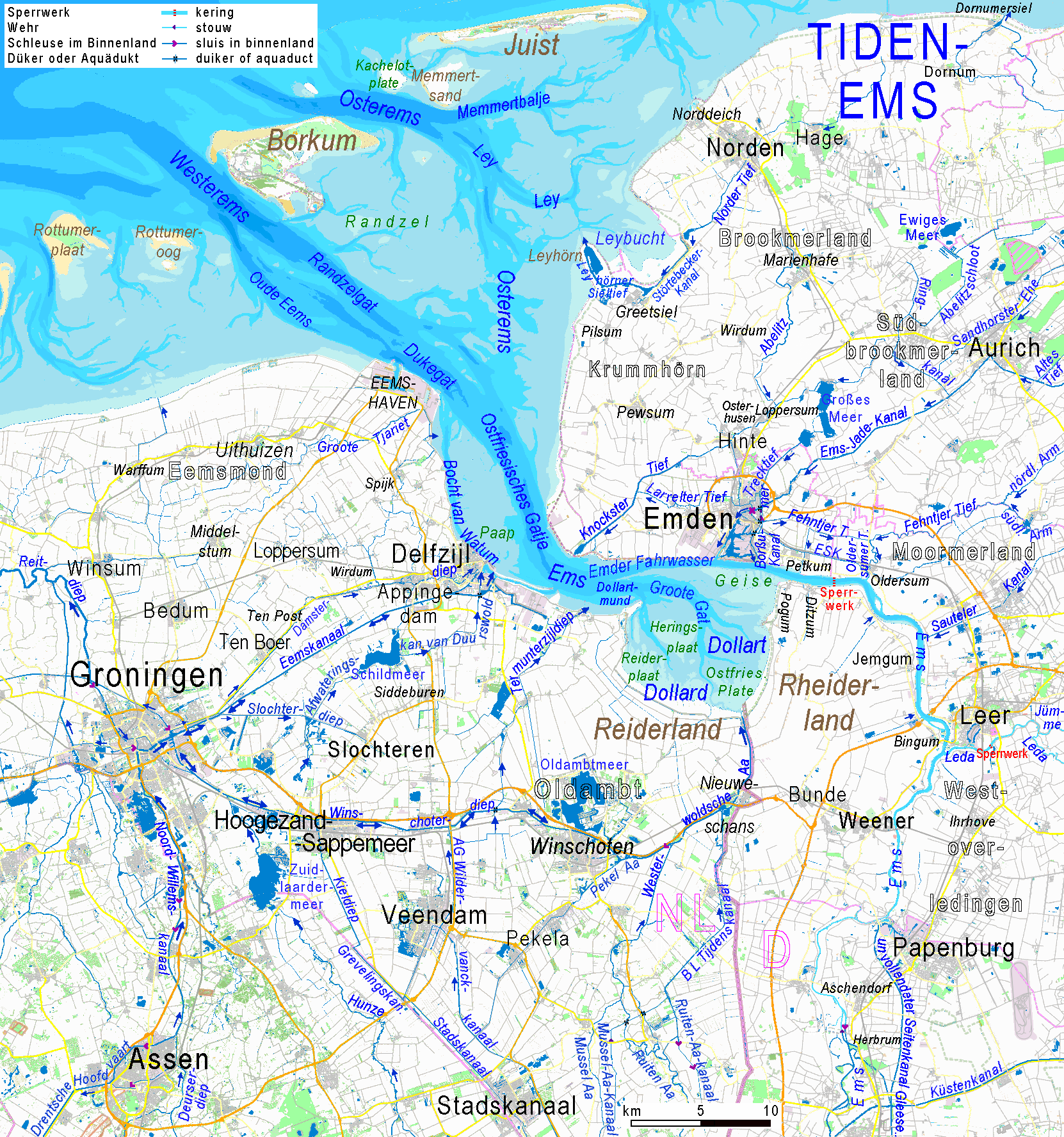
Osterems im äußeren Emsästuar: Watt in blassen, Flächen unter dem Seekartennull in leuchtenden Blautönen; vor den Gezeiten abgeschirmte Gewässer gedeckt blau

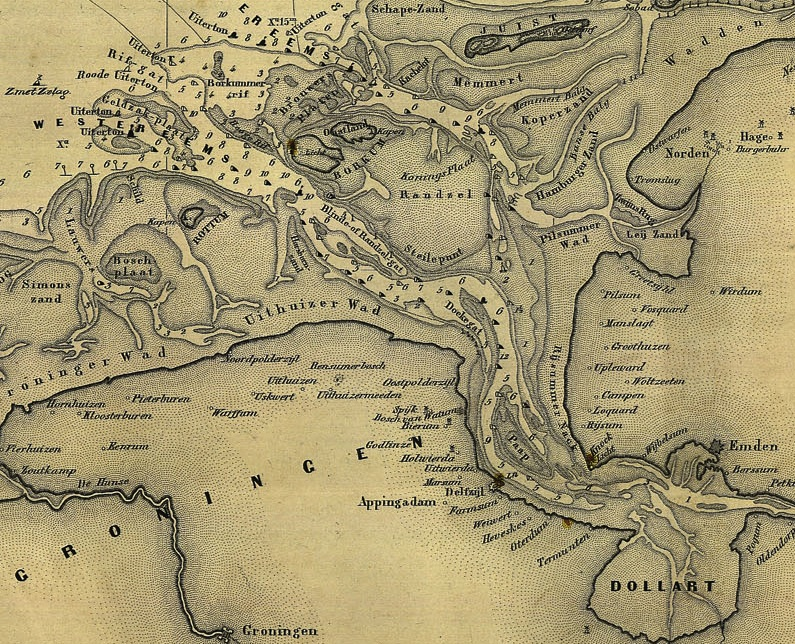
Westerems und Osterems um 1883

Die Osterems stellt den östlichen Mündungsarm der äußeren Ems in die Nordsee dar.
Sie verläuft durch den Nationalpark Niedersächsisches Wattenmeer in Südost-Nordwest-Richtung vorbei an den unbewohnten Inseln Lütje Hörn und Memmert zwischen den ostfriesischen Inseln Borkum und Juist in die Nordsee.
Die Lage und Tiefe des Fahrwassers in der Osterems unterliegt starken Veränderungen. Aufgrund der andauernden Versandung ist die Osterems nur noch von kleineren Wasserfahrzeugen auf ganzer Länge zu befahren.